# Vară violentă
Vară violentă (titlul original: în italiană Estate violenta) este un film dramatic italian alb-negru din 1961, câștigător de premii internaționale, regizat de Valerio Zurlini, care descrie o relație amoroasă între tânărul fiu al unui important fascist care se eschivează de la încorporare, interpretat de Jean-Louis Trintignant, și văduva unui ofițer de marină, mai în vârstă decât el, interpretată de Eleonora Rossi Drago. Acțiunea are loc în stațiunea balneară italiană Riccione, în iulie 1943, în preajma momentului demiterii lui Benito Mussolini, în timpul invaziei aliaților în Sicilia, în timpul celui de-al Doilea Război Mondial. Estate violenta este cel de-al doilea lungmetraj al lui Zurlini, cu care s-a făcut remarcat ca regizor.

## Rezumat
Carlo Caremoli (Trintignant) sosește în Riccione și se bucură de viață alături de prieteni la vila tatălui său. Riccione este încă liniștită și doar câteva lucruri amintesc de războiul purtat în sud. În vacanța de la malul mării, tinerii observa un avion de vânătoare german care zboară la joasă înălțime deasupra plajei și provoacă panică în rândul mulțimii. Carlo încearcă să protejeze o fetiță speriată care aleargă spre el și o întâlnește pe mama ei, Roberta (Rossi Drago), văduva unui ofițer de marină. Carlo este atras de Roberta, se întâlnește des cu ea și chiar face o excursie alături de ea în San Marino, deși mama Robertei (Lilla Brignone) dezaprobă această nouă cunoștință și o îndeamnă să stea departe de Carlo, în mare parte din cauza tatălui său, Ettore Caremoli (Enrico Maria Salerno), un fascist brutal. Între timp, Maddalena (Federica Ranchi), tânăra soră a soțului decedat al Robertei, sosește din Catanzaro, fugind de războiul iminent. Maddalena își petrece timpul cu prietenii lui Carlo și, împreună cu Roberta, este invitată la un circ. Spectacolul este întrerupt de o pană de curent cauzată de un raid aerian, iar prietenii se duc la o petrecere nocturnă la vila lui Carlo. După ce privesc rachete de semnalizare pe cerul nopții, bărbații și femeile formează cupluri și încep să danseze pe o înregistrare a piesei Temptation, Carlo cu prietena sa Rosanna (Jacqueline Sassard), iar Roberta cu un băiat mult mai tânăr. Camera se împarte între Carlo și Roberta, care se privesc pasional. Carlo o invită pe Roberta la următorul dans, iar cuplul sfârșește prin a se săruta în grădină, ceea ce o rănește profund pe Rosanna. A doua zi, Roberta refuză inițial să admită adevăratele sentimente față de Carlo, dar în cele din urmă le recunoaște. Între timp, pe 25 iulie, este anunțată vestea destituirii lui Mussolini. Carlo și Roberta continuă să iasă la întâlniri. Cu toate acestea, tatăl lui Carlo este forțat să fugă, iar vila sa este confiscată de autoritățile militare. Carlo o întâlnește din nou pe Roberta și petrece o noapte cu ea, provocând nemulțumirea mamei sale, iar Maddalena decide să plece. În timpul stingerii, o patrulă descoperă cuplul pe plajă și află că scutirea militară a lui Carlo a expirat. Cum tatăl său a fugit, nu mai are nicio șansă de a o reînnoi. Roberta îi propune să se ascundă la vila ei din Rovigo, iar în dimineața următoare iau un tren. Însă, în timpul călătoriei, șinele sunt bombardate în timpul unui raid aerian aliat, iar cuplul scapă cu greu din fața morții. După raidul aerian, Roberta se urcă din nou în tren, dar Carlo refuză să i se alăture până când războiul nu se termină, iar cei doi se despart în timp ce trenul pleacă.

## Distribuția
- Eleonora Rossi Drago - Roberta Parmesan
- Jean-Louis Trintignant - Carlo Caremoli
- Jacqueline Sassard - Rossana
- Cathia Caro - Serena
- Lilla Brignone - mama Robertei
- Enrico Maria Salerno - Ettore Caremoli, tatăl lui Carlo
- Raf Mattioli - Giorgio
- Federica Ranchi - Maddalena
- Giampiero Littera - Daniele
- Bruno Carotenuto - Giulio
- Sergio Paolini : Sergio
- Tina Gloriana : Emma
- Nadia Gray

## Premii
- Festivalul de Film de la Mar del Plata: cea mai bună actriță (Eleonora Rossi Drago).
- Nastro d'Argento: cea mai bună actriță (Eleonora Rossi Drago), cea mai bună muzică (Mario Nascimbene).